# Головин, Пётр Фёдорович
Пётр Фёдорович Голови́н (16.02.1907 — ?) — комбайнёр МТС имени Кирова Отрадненского района Краснодарского края. Герой Социалистического Труда (27.02.1951).

## Биография
Родился 16 февраля 1907 года в станице Отрадная Баталпашинского отдела Кубанской области, ныне Отрадненского района Краснодарского края, в семье казака. Русский.
Трудовую деятельность начал в 1926 году наёмным рабочим в сельском хозяйстве. После прохождения военной службы в Красной армии с 1930 по 1934 год вернулся на родину. В 1935 году поступил на курсы комбайнёров при Отрадненской машинно-тракторной станции (МТС), по их окончании работал механизатором до призыва по мобилизации в Красную армию в 1941 году.
Участник Великой Отечественной войны. В одном из боёв за сопку Героев в районе станицы Молдавской Крымского района Краснодарского края был тяжело ранен в сентябре 1943 года. По излечении П. Ф. Головин был комиссован из действующей армии и вернувшись на родину, продолжил работать механизатором в Отрадненской МТС.
За трудовые достижения в 1948, 1949, 1952 годах Пётр Фёдорович награждён 3 медалями «За трудовую доблесть». В уборочную страду 1950 года на стареньком комбайне «Коммунар» за 25 рабочих дней он намолотил 6235 центнеров зерновых культур.
Указом Президиума Верховного Совета СССР от 27 февраля 1951 года за достижение высоких показателей на уборке и обмолоте зерновых и масличных культур в 1950 году Головину Петру Фёдоровичу присвоено звание Героя Социалистического Труда с вручением ордена Ленина и золотой медали «Серп и Молот.
После расформирования МТС с 1959 года П. Ф. Головин работал комбайнёром в местном колхозе «Путь Ильича». Проживал в родной станице Отрадной (районный центр), сведений о дальнейшей судьбе не установлено.

## Награды
- Золотая медаль «Серп и Молот» (27.02.1951);
- Орден Ленина (27.02.1951).
- Орден Отечественной войны 2-й степени (11.03.1985)[2][3]
- Медаль «За оборону Кавказа»
- Медаль «За победу над Германией в Великой Отечественной войне 1941—1945 гг.»
- Медаль «В ознаменование 100-летия со дня рождения Владимира Ильича Ленина» (6 апреля 1970)
- Медаль «За трудовую доблесть» (06.05.1948)
- Медаль «За трудовую доблесть» (04.06.1949)
- Медаль «За трудовую доблесть» (13.06.1952)
- Медаль «В ознаменование 100-летия со дня рождения Владимира Ильича Ленина»
- Медаль  «Двадцать лет Победы в Великой Отечественной войне 1941—1945 гг.»
- Знак «25 лет победы в Великой Отечественной войне»
- Медаль «Тридцать лет Победы в Великой Отечественной войне 1941—1945 гг.»
- Медаль «Ветеран труда»
- Юбилейная медаль «50 лет Вооружённых Сил СССР»
- Юбилейная медаль «60 лет Вооружённых Сил СССР»

## Память

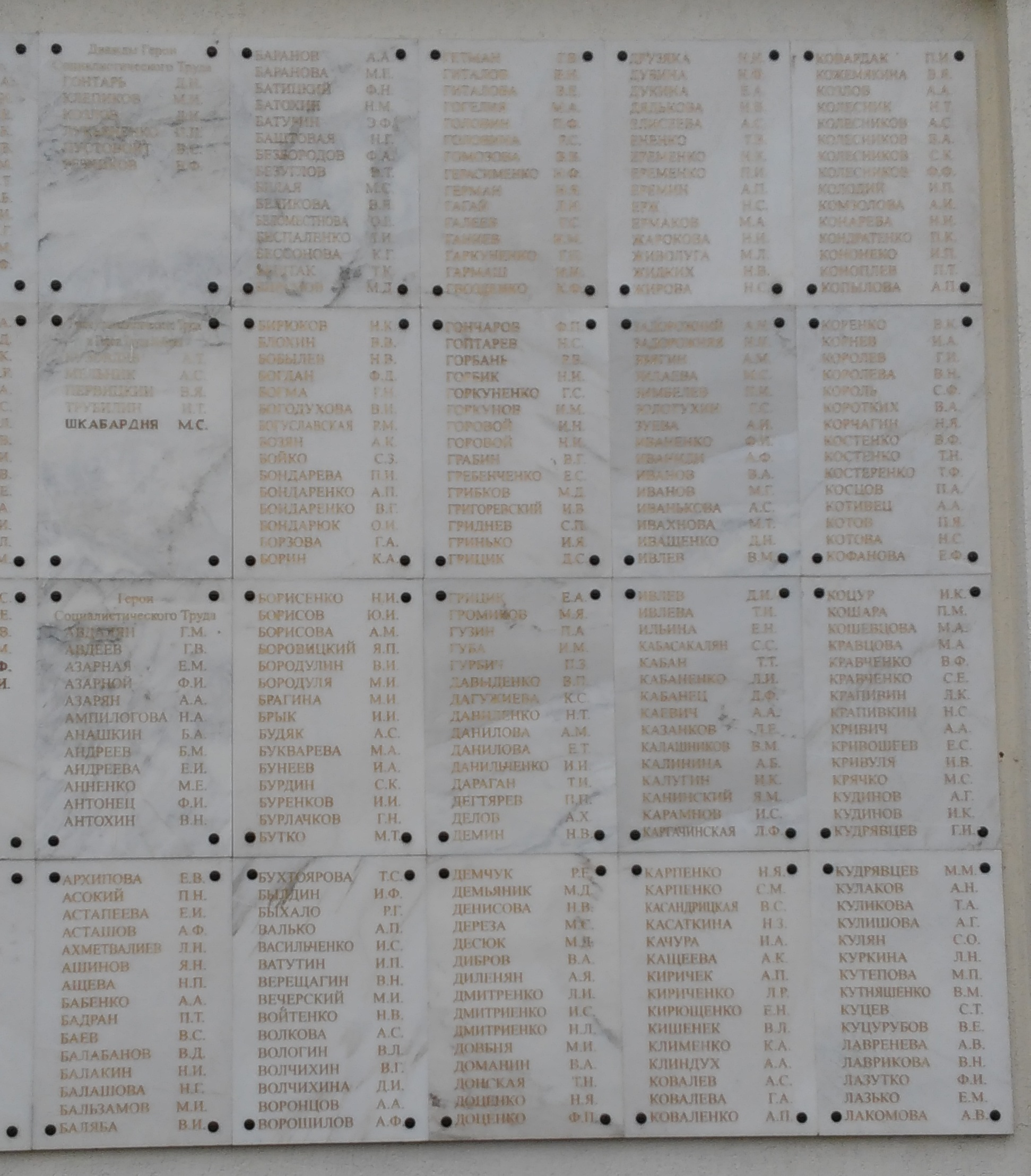

В Краснодаре установлена мемориальная доска с именами Героев Социалистического Труда Кубани и Адыгеи.